# Bailliage de Nancy
?–1790
Entités précédentes :
- Seigneurie de Nancy

Entités suivantes :
- District de Nancy

Le bailliage de Nancy (?-1772), puis bailliage présidial de Nancy (1772-1790), est une ancienne entité administrative du duché puis de la province de Lorraine, qui avait pour chef-lieu Nancy.

## Appellation
Avant l'édit de juin 1751 ce bailliage est connu sous les noms de « Bailliage François », « bailliage de Nancy », ou encore « grand bailliage de Nancy » à cause de sa très grande étendue. À la suite d'un édit royal de Louis XV en juin 1772, il prend le nom de « bailliage présidial de Nancy ».

## Géographie
Traversé par la Meurthe, le district de cette juridiction avait, avant l'édit de 1751, une très grande étendue, soit donc lorsque le duché de Lorraine ne comportait que trois bailliages (Allemagne, Nancy et Vôge).
En 1779 les limites de ce bailliage étaient resserrées entre la Seille et la Moselle (au-delà de laquelle s'étendait un peu sa dépendance). À son Est se trouvait le bailliage de Rosières-aux-Salines, les dépendances de la châtellenie de Vic et le bailliage de Château-Salins. il faisait frontière à l'Ouest avec le Toulois et au sud avec le comté de Vaudémont.

## Histoire
Ce bailliage existait déjà en 1357, sa date de fondation exacte n'est cependant pas connue. Par un édit de juin 1751, son territoire est modifié sur le plan géographique et administratif : devenant, de par ce fait, moins grand qu'il ne l'était.
L'office de lieutenant général de police de Nancy avait été uni à celui de lieutenant général du bailliage, par les patentes de M. Thibault du 4 avril 1753. II en fut désuni par celles de M. Mengin du 18 mars 1754.
Le bailliage de Nancy devint présidial par un édit de juin 1772 formulé par Louis XV.
Le diocèse de Toul y était le plus répandu avant que celui de Nancy ne fut érigé, d'autre part quelques villages étaient rattachés au diocèse de Metz. Ce sont les coutumes générales de Lorraine qui régissaient ce bailliage, excepté Frolois, qui était sous celle de Saint-Mihiel.
Après plus de 400 ans d'existence, il est supprimé et remplacé par un district en 1790 à la suite de la Révolution française.

## Les baillis
| Identité                                | Période   |
| --------------------------------------- | --------- |
| André de Bioncourt                      | 1357      |
| Jean de Bouxières                       | 1386      |
| Liébaut du Châtelet                     | 1390-1395 |
| Jean Wisse de Gerbéviller               | 1401-1404 |
| Collignon de Ludres                     | 1406-1411 |
| Ferry de Parroy                         | 1425-1435 |
| Jacques d'Haraucourt                    | 1456-1472 |
| Gérard d'Haraucourt                     | 1472      |
| Jean Wisse de Gerbéviller               | 1472-1482 |
| Jean de Germiny                         | 1493      |
| Errard ou Evrard d'Haraucourt           | 1509      |
| Olry Wisse de Gerbéviller               | 1512      |
| Gaspard d'Haussonville                  | 1529      |
| Gérard d'Haraucourt                     | 1531      |
| Pierre du Châtelet                      | 1542      |
| Guillaume de Savigny                    | 1550      |
| Adam de Pallant                         | 1564      |
| Antoine du Châtelet                     | 1567      |
| Renault de Gournay                      | 1577      |
| Charles de Gournay                      | 1607      |
| Paul d'Haraucourt                       | 1623      |
| Ferry de Ligniville                     | 1630      |
| Ferry d'Haraucourt                      | 1635-1646 |
| Gaston-Jean-Baptiste de Tornielle       | 1664      |
| Georges de Lambertye                    | 1698      |
| Honoré-Henri-Anne-Arnould du Châtelet   | 1706      |
| Anne-Joseph de Tornielle                | 1720      |
| Christophe de Custine                   | 1737      |
| Administration par le royaume de France |           |
| André-Hercule de Rosset                 | 1756      |
| Stanislas-Jean de Bouflers              | 1789      |

## Composition
Le bailliage de Nancy comprenait :
- En 1594 : Nancy (prévôté et châtellenie de), Chaligny (comté de) ; les terres : de l'Avant-Garde, du Châtelet, de Pierrefort, de Haye ; les prévôtés, recettes et châtellenies de : Rosières, Lunéville, Azerailles, Raon, Saint-Dié, Einville, Amance, Preny, Condé et Gondreville[4].

- En 1710, les prévôtés de : Chaligny, Gondreville, l'Avant-Garde (ou de Pompey), Condé, Preny, Einville, Rosières, St.-Nicolas, Nancy, Marsal, Château-Salins et Amance[4].

- Vers 1726, les prévôtés ou Châtellenies de : Nancy, Gondreville, Amance, Luneville, Rozieres aux Salines, Einville, Perny (ou Preny), Raon et Saint Die[1].

### En 1751
Il comprenait : 
- Agincourt
- Armaucourt
- Arraye et la cense de Chambille
- Aingeray
- Amance et le fief de Jumécourt
- Art-sur-Meurthe et la chartreuse de Bosserville.
- Saint-Flin
- Azelot
- Bouxières-aux-Chènes
- Bouxières-aux-Dames et l'abbaye
- Bratte
- Brin-le-Haut, Brin-le-Bas et le fief de la Rue
- Burthecourt
- Cercueil (Ourches)
- Chaligny
- Champenoux
- Champigneules
- Chavigny
- l'abbaye de Clairlieu
- Clévant
- Custines (Condé)
- Dommartin-sous-Amance, le moulin de Pirouel et la cense de Monteux
- Essey-devant-Nancy, Saint-Maix et Dommartemont
- Eulmont
- Faulx-Saint-Pierre, Faulx-Saint-Etienne et le fief de Belle-Croix
- Flavigny et le prieuré
- Fléville et la cense de Frocourt
- Fontenoy-sur-Moselle
- Frolois
- Frouard
- Gérardcourt
- Gondreville et la cense du Charmois
- Heillecourt
- Houdemont
- Jarville
- Laître-sous-Amance et la cense de la Neuve-Maison
- Laneuvelotte-sous-Amance et les censes la Brehatte et la Bouzule
- Laneuveville-devant-Nancy, Montaigu et la cense de Malaurupt
- Lanfroicourt
- Laxou
- Lay-Saint-Christophe
- Lenoncourt
- Leyr
- Ludres
- Lupcourt et la cense de Bédon
- Malleloy
- Malzéville
- Manoncourt-au-Vermois
- Marbache et la cense du Ménil
- Maron
- Maxéville
- Mazeruls
- Méréville
- Messein
- Millery et Autreville
- Molzey
- Montenoy
- Neuves-Maisons
- Pixerécourt
- Pompey, le fief de Silloncourt
- Pont-Saint-Vincent
- Pullenoy
- Richardménil
- Rupt-les-Moivrons
- Saint-Nicolas-de-Port
- Saizerey-Saint-Amand, Saizerey-Saint-Georges et la cense de Saint-Paul
- Saulxures-les-Nancy et le fief Bazin
- Sexey-aux-Forges et la cense de Gimeix
- Sexey-les-Bois
- Sornéville
- Tomblaine-aux-Oies
- Vandœuvre, Brichambaut, le Montet, le Charmois
- Varangéville-la-Basse et Varangéville-la-Haute
- Velaine-en-Haye
- Ville-au-Vermois
- Villers-les-Moivrons
- Villers-les-Nancy et les châteaux de Remicourt et Brabois
- Villers ou Villiers-le-Sec

### En 1779
La composition de 1779 est quasiment identique à celle de 1751,.